# 東亞腫枝蘚
東亞腫枝蘚（学名：Oedicladium serricuspe）为金毛蘚科金毛蘚下的一个种。